# Milove
Milove (en ukrainien : Мілове, en russe : Меловое, Melovoïe) est une commune urbaine de l'oblast de Louhansk, en Ukraine. Sa population s'élevait à 5 770 habitants en 2021.

## Géographie
Milove jouxte la frontière entre la Russie et l'Ukraine et est ainsi séparée de Tchertkovo (en russe : Чертково), de l'autre côté de la ligne de chemin de fer du Caucase du Nord. Elle se trouve au bord de la rivière Milovaïa, affluent de la Kalitva, puis du Donets, dans le bassin hydrographique du fleuve Don.
Le chemin de fer marque la frontière entre la Russie et l'Ukraine, la Russie se situant à l'est, l'Ukraine à l'ouest, bien que la démarcation précise de la frontière se situe à quelques mètres des rails, sur la rue de l'Amitié entre les peuples, partagée entre les deux pays. Un point de passage frontalier pour piétons et un autre pour automobiles permet aux habitants de traverser la frontière,.
Le 24 février 2022, Milove est prise par les forces armées russes au premier jour de l’invasion russe de l’Ukraine.

## Population
| 1897  | 1959   | 1970   | 1979   | 1989   | 2001   | 2009  |
| ----- | ------ | ------ | ------ | ------ | ------ | ----- |
| 4 809 | 4 592* | 5 159* | 5 444* | 5 921* | 5 627* | 5 904 |

| 2010  | 2011  | 2012  | 2013  | 2014  | 2015  | 2016  |
| ----- | ----- | ----- | ----- | ----- | ----- | ----- |
| 5 963 | 5 975 | 5 977 | 5 944 | 5 929 | 5 911 | 5 915 |

| 2017  | 2018  | 2019  | 2020  | 2021  | - | - |
| ----- | ----- | ----- | ----- | ----- | - | - |
| 5 876 | 5 840 | 5 810 | 5 810 | 5 770 | - | - |

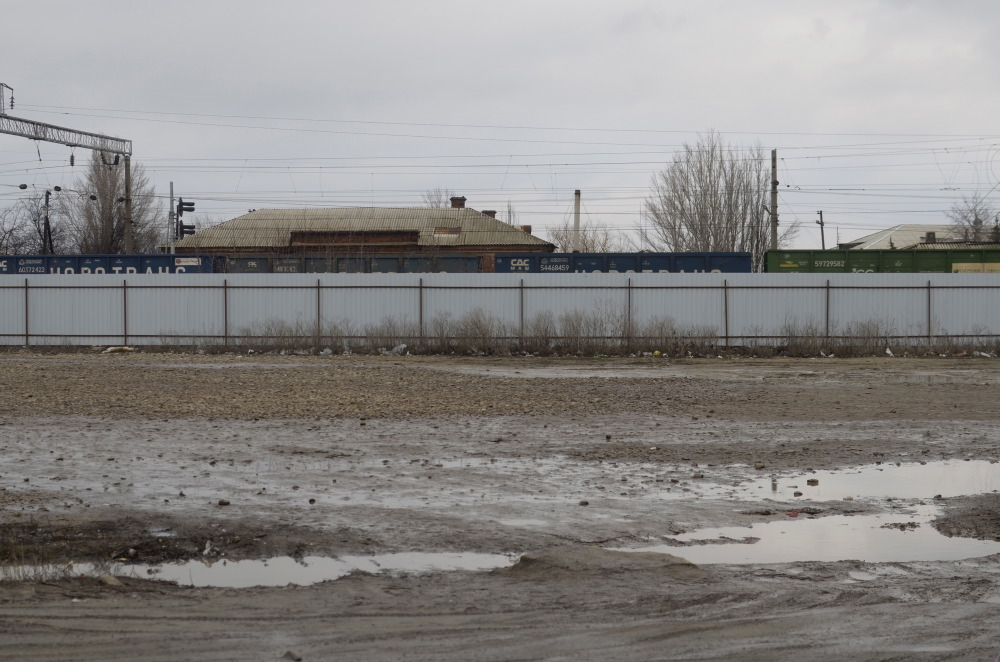
Rue de l'Amitié entre les peuples, frontière entre la Russie et l'Ukraine.
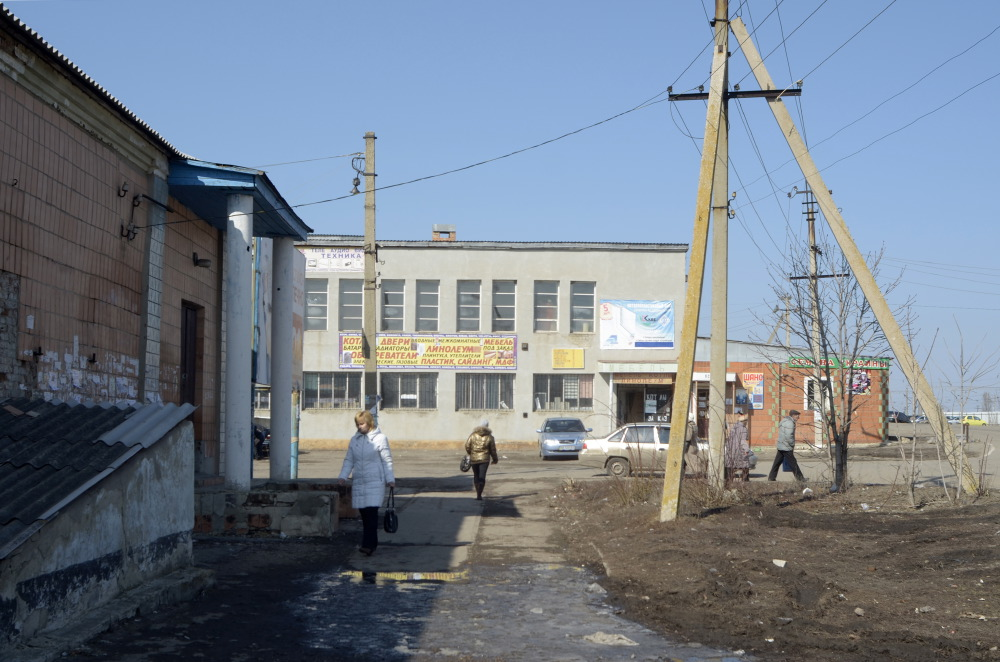
Rue de l'Amitié entre les peuples, frontière entre la Russie et l'Ukraine.
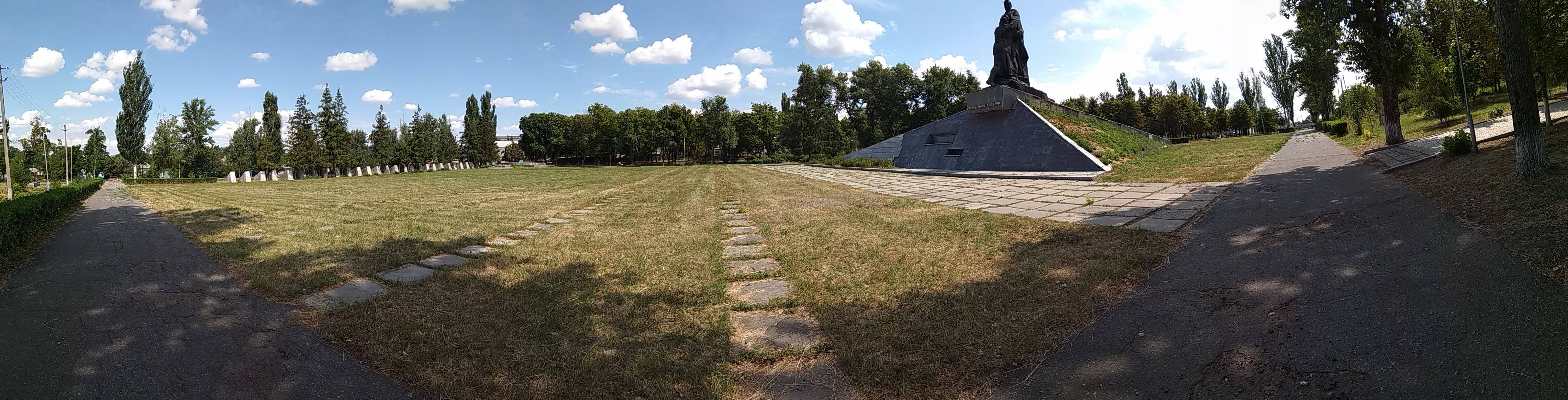
Milove.
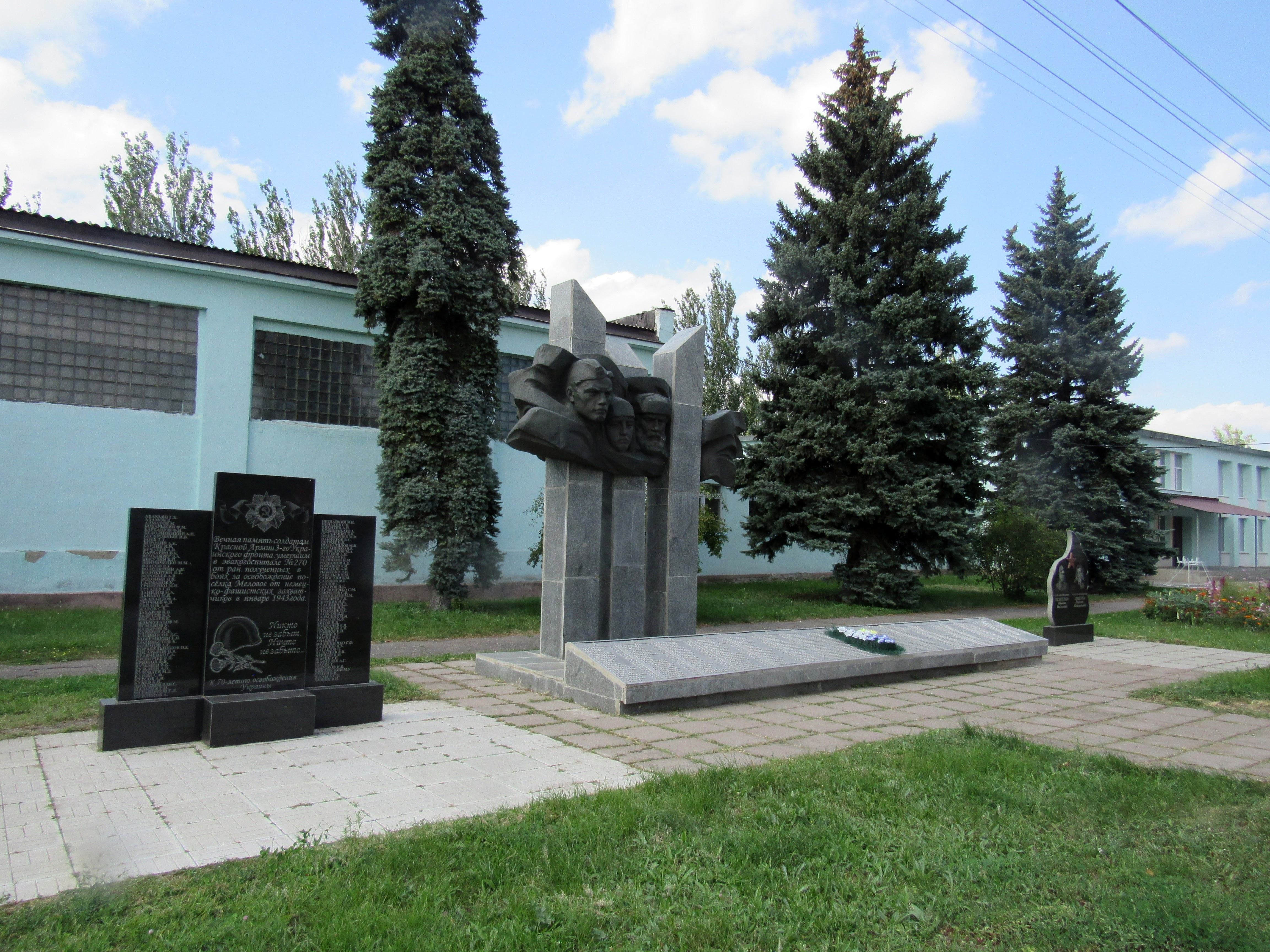
Parc central, Milove.

## Personnalités
- Denys Garmash

## Jumelages
- Tchop (Ukraine)